# Yang Zhongjian
Yang Zhongjian (chiń. 杨钟健; 1 czerwca 1897 - 15 stycznia 1979) – chiński paleontolog, znany także jako C.C. (Chung Chien) Young. Urodził się w Huaxian, w prowincji Shaanxi. Był nazywany „Ojcem chińskiej paleontologii”. W 1923 roku ukończył studia na Uniwersytecie Pekińskim, a w 1927 roku otrzymał doktorat na Uniwersytecie w Monachium w Niemczech. W latach 1933–1970 przewodniczył wielu wyprawom odkrywczym. Przewodniczył grupą paleontologów, która odkryła szkielet lufengozaura, junnanozaura, tsintaozaura, mamenchizaura i czialingozaura. Jego skremowane ciało pochowano w Zhoukoudian obok jego kolegów Pei Wenzhong i Jia Lanpo.